# Aleksandr Mogilnyj
Aleksandr Gennadijvitj Mogilnyj, (ryska: Александр Геннадьевич Могильный), född 18 februari 1969 i Chabarovsk, Ryska SFSR, Sovjetunionen, är en rysk före detta professionell ishockeyspelare. Mogilnyj spelade för Buffalo Sabres, Vancouver Canucks, New Jersey Devils och Toronto Maple Leafs i NHL. Han är numera general manager för Admiral Vladivostok i Kontinental Hockey League.

## Sovjetunionen
Aleksandr Mogilnyj spelade klubbishockey för CSKA Moskva mellan åren 1986 och 1989. Han representerade Sovjetunionen i JVM 1987, 1988 och 1989. 1989 i Anchorage, Alaska vann Sovjetunionen guld och Mogilnyj spelade i en framgångsrik kedja tillsammans med Sergej Fjodorov och Pavel Bure. 1988 var han med och vann OS-guld med Sovjetunionen i Calgary.
Den 4 maj 1989 efter VM i Sverige, som Sovjetunionen hade gått obesegrade igenom och vunnit, blev Aleksandr Mogilnyj den förste sovjetiske ishockeyspelaren att hoppa av från Sovjetunionen till Nordamerika och NHL. Mogilnyj mötte Don Luce och Gerry Meehan, två representanter för NHL-klubben Buffalo Sabres, i Stockholm och flög den 5 maj tillsammans med dem från Arlanda till JFK Airport i New York.

## NHL
Mogilnyj debuterade för Buffalo Sabres i NHL 5 oktober 1989 mot Quebec Nordiques och gjorde ett mål i matchen som Sabres vann med 4-3. Han slutade året med 15 mål och 28 assists för totalt 43 poäng på 65 matcher. Mogilnyjs offensiva produktion ökade stadigt under de följande åren med 30 mål, 34 assists och 64 poäng på 62 matcher säsongen 1990–91 och 39 mål, 45 assists och 84 poäng på 67 matcher säsongen 1991–92.
Mogilnyjs stora genombrott i NHL kom säsongen 1992–93 då han gjorde 76 mål och 51 assists för totalt 127 poäng på 77 matcher. Säsongen 1993–94 blev han den förste europeiske lagkaptenen i NHL:s historia.
Den 8 juli 1995 bytte Buffalo bort Mogilnyj till Vancouver Canucks. Under sin första säsong i Vancouver, 1995–96, gjorde Mogilnyj 55 mål och 52 assists för totalt 107 poäng på 79 matcher. Han spelade för Vancouver Canucks fram till och med den 14 mars 2000 då laget bytte bort honom till New Jersey Devils. New Jersey Devils vann Stanley Cup samma år och Mogilnyj gjorde fyra mål och tre assists i slutspelet. Säsongen därpå, 2000–01, gjorde Mogilnyj 43 mål och 40 assists för 83 poäng på 75 matcher för New Jersey Devils. Sejouren i New Jersey blev dock kortvarig då Mogilnyj skrev på ett kontrakt med Toronto Maple Leafs inför säsongen 2001–02. Mogilnyj spelade för Toronto fram till och med säsongen 2003–04. Mogilnyj spelade inte någon ishockey alls säsongen 2004–05 under spelarstrejken i NHL. Säsongen 2005–06 försökte han sig på en ny sejour i New Jersey Devils men spelade endast 34 matcher innan han skickades ner till farmarlaget Albany River Rats.

## Spelstil
Alexander Mogilnyjs starka sidor som spelare var framförallt hans snabbhet, klubbteknik och vassa handledsskott som få samtida spelare kunde konkurrera med. Envisa skador reducerade med åren Mogilnyjs snabbhet och han kom då att lita mer till sin speluppfattning.

## Statistik

### Klubbkarriär
| 1986–87    | CSKA Moskva         | Sovjet     | 28  | 15  | 1   | 16   | 4   | —   | —  | —  | —  | —  |
| 1987–88    | CSKA Moskva         | Sovjet     | 39  | 12  | 8   | 20   | 14  | —   | —  | —  | —  | —  |
| 1988–89    | CSKA Moskva         | Sovjet     | 31  | 11  | 11  | 22   | 24  | —   | —  | —  | —  | —  |
| 1989–90    | Buffalo Sabres      | NHL        | 65  | 15  | 28  | 43   | 16  | 4   | 0  | 1  | 1  | 2  |
| 1990–91    | Buffalo Sabres      | NHL        | 62  | 30  | 34  | 64   | 16  | 6   | 0  | 6  | 6  | 2  |
| 1991–92    | Buffalo Sabres      | NHL        | 67  | 39  | 45  | 84   | 73  | 2   | 0  | 2  | 2  | 0  |
| 1992–93    | Buffalo Sabres      | NHL        | 77  | 76  | 51  | 127  | 40  | 7   | 7  | 3  | 10 | 6  |
| 1993–94    | Buffalo Sabres      | NHL        | 66  | 32  | 47  | 79   | 22  | 7   | 4  | 2  | 6  | 6  |
| 1994–95    | Spartak Moskva      | IHL        | 1   | 0   | 1   | 1    | 0   | —   | —  | —  | —  | —  |
| 1994–95    | Buffalo Sabres      | NHL        | 44  | 19  | 28  | 47   | 36  | 5   | 3  | 2  | 5  | 2  |
| 1995–96    | Vancouver Canucks   | NHL        | 79  | 55  | 52  | 107  | 16  | 6   | 1  | 8  | 9  | 8  |
| 1996–97    | Vancouver Canucks   | NHL        | 76  | 31  | 42  | 73   | 18  | —   | —  | —  | —  | —  |
| 1997–98    | Vancouver Canucks   | NHL        | 51  | 18  | 27  | 45   | 36  | —   | —  | —  | —  | —  |
| 1998–99    | Vancouver Canucks   | NHL        | 59  | 14  | 31  | 45   | 58  | —   | —  | —  | —  | —  |
| 1999–00    | Vancouver Canucks   | NHL        | 47  | 21  | 17  | 38   | 16  | —   | —  | —  | —  | —  |
|            | New Jersey Devils   | NHL        | 12  | 3   | 3   | 6    | 4   | 23  | 4  | 3  | 7  | 4  |
| 2000–01    | New Jersey Devils   | NHL        | 75  | 43  | 40  | 83   | 43  | 25  | 5  | 11 | 16 | 8  |
| 2001–02    | Toronto Maple Leafs | NHL        | 66  | 24  | 33  | 57   | 8   | 20  | 8  | 3  | 11 | 8  |
| 2002–03    | Toronto Maple Leafs | NHL        | 73  | 33  | 46  | 79   | 12  | 6   | 5  | 2  | 7  | 4  |
| 2003–04    | Toronto Maple Leafs | NHL        | 37  | 8   | 22  | 30   | 12  | 13  | 2  | 4  | 6  | 8  |
| 2005–06    | New Jersey Devils   | NHL        | 34  | 12  | 13  | 25   | 6   | —   | —  | —  | —  | —  |
| 2005–06    | Albany River Rats   | AHL        | 19  | 4   | 10  | 14   | 17  | —   | —  | —  | —  | —  |
| NHL totalt | NHL totalt          | NHL totalt | 990 | 473 | 559 | 1032 | 432 | 124 | 39 | 47 | 86 | 58 |

### Internationellt
| År            | Lag           | Turnering     |               | Matcher | Mål | Assists | Poäng | Utv. |
| ------------- | ------------- | ------------- | ------------- | ------- | --- | ------- | ----- | ---- |
| 1987          | Sovjetunionen | JVM           | 6             | 3       | 2   | 5       | 4     |      |
| 1988          | Sovjetunionen | JVM           | 7             | 9       | 9   | 18      | 2     |      |
| 1988          | Sovjetunionen | OS            | 6             | 3       | 2   | 5       | 2     |      |
| 1989          | Sovjetunionen | JVM           | 7             | 7       | 5   | 12      | 4     |      |
| 1989          | Sovjetunionen | VM            | 10            | 0       | 3   | 3       | 2     |      |
| 1996          | Ryssland      | WC            | 5             | 2       | 4   | 6       | 0     |      |
| Junior totalt | Junior totalt | Junior totalt | Junior totalt | 20      | 19  | 16      | 35    | 10   |
| Senior totalt | Senior totalt | Senior totalt | Senior totalt | 21      | 5   | 9       | 14    | 4    |

## Meriter
- Stanley Cup – 2000 med New Jersey Devils
- OS-guld 1988
- VM-guld 1989
- NHL Second All-Star Team – 1992–93 och 1995–96
- Lady Byng Memorial Trophy – 2002–03
- Flest gjorda mål i NHL säsongen 1992–93 – 76 mål, delad seger i målligan tillsammans med Teemu Selänne